# Linda Kozlowski
Linda Kozlowski (Fairfield, 7 gennaio 1958) è un'attrice statunitense.

## Biografia
È nata da americani di origine polacca, Helena Parniavska e Stanley Kozlowski. Sposata dal 1990 al 2014 con l'attore australiano Paul Hogan, ha lavorato al fianco del marito in tutti i film della serie cinematografica di Mr. Crocodile Dundee e nella commedia Un angelo da quattro soldi (1990). Nel 1987 ha ottenuto una candidatura ai Golden Globe per la migliore attrice non protagonista per l'interpretazione, appunto, in Mr. Crocodile Dundee. Dopo il terzo episodio della saga ha di fatto lasciato le scene, lamentando di non avere più avuto occasione di recitare in ruoli di valore.

## Vita privata
Dal matrimonio con Paul Hogan è nato il suo unico figlio, Chance. Dopo il divorzio l'attrice non si è mai risposata.

## Filmografia parziale
- Morte di un commesso viaggiatore (Death of a Salesman), regia di Volker Schlöndorff – film TV (1985)
- Mr. Crocodile Dundee (Crocodile Dundee), regia di Peter Faiman (1986)
- Assalto al network (Pass the Ammo), regia di David Beaird (1988)
- Mr. Crocodile Dundee 2 ('Crocodile' Dundee II), regia di John Cornell (1988)
- Un angelo da quattro soldi (Almost an Angel), regia di John Cornell (1990)
- Il vicino di casa (The Neighbour), regia di Rodney Gibbons (1993)
- Giustizia clandestina (Backstreet Justice), regia di Chris McIntyre (1994)
- Zorn, regia di Gunnar Hellström (1994)
- Villaggio dei dannati (Village of the Damned), regia di John Carpenter (1995)
- Crocodile Dundee 3 (Crocodile Dundee in Los Angeles), regia di Simon Wincer (2001)

## Doppiatrici italiane
- Melina Martello in Mr. Crocodile Dundee e Mr. Crocodile Dundee 2
- Paola Del Bosco in Villaggio dei dannati
- Barbara Castracane in Crocodile Dundee 3